# Rudolf Erich Raspe
Rudolf Erich Raspe, escritor y científico alemán (Hannover, Alemania, 1737; Donegal, Irlanda, 1794), es conocido sobre todo por ser el autor de la primera de las versiones conocidas (salvo un breve esbozo anónimo aparecido en 1781, y que se sospecha pudiera ser obra del mismo Raspe) de las aventuras del Barón de Münchhausen.

## Biografía
Hijo de un contable del gobierno de Hannover (en aquella época bajo control de Inglaterra) y de una dama prusiana, y con varios familiares masones, Raspe encontró el punto de partida para sus ambiciones en la universidad de Göttingen. Ya de estudiante, tuvo contacto con el mundo de las antigüedades artísticas, y con la poderosa influencia de Leibniz.
En 1763 publica una ambiciosa obra sobre geología volcánica, Specimen Historiae Naturalis, que pronto le hace ganar renombre científico internacional. Ese año también publica una disertación en una revista sobre unos recientemente publicados poemas ingleses bajo la influencia del romanticismo. Esta variedad de intereses hicieron que se le apodara puer septem artium, o chico de las siete artes. Publica los escritos póstumos de Leibniz; se convierte en secretario de la Biblioteca de Estado, y en el protegido del general Walmoden, lo cual le abrió las puertas de la intelectualidad y la burguesía (y sus fiestas) de este pequeño estado alemán. Desde esta tribuna, sus discutidas polémicas, y las cáusticas burlas contra sus críticos hacen que se vayan acumulando rencores que le pasarán factura en el futuro.
Continuó redactando artículos y otras publicaciones literarias, y fue nombrado profesor de Historia Antigua y encargado de custodiar las colecciones de Federico II, Landgrave de Hesse-Cassel. Como Raspe era ante todo un experto en catalogar, realizó esta actividad de manera minuciosa en estas colecciones, descubriendo hasta seiscientos artículos no registrados. Además, siguió trabajando en la biblioteca, y dedicándose a traducir, escribir y a tomar parte en numerosas actividades literarias y académicas (incluyendo agrias discusiones intelectuales), proponiendo nuevos modos del estudio de las riquezas naturales. Acabó consiguiendo ingresar en la Royal Society de Londres.
Sin embargo, su intensa actividad académica no impedía que su bolsillo estuviera vacío (a causa, entre otras cosas, de su raquítico sueldo), y tuvo que casarse con Elizabeth Langens para aplacar a sus acreedores. A pesar de la magnífica dote de la muchacha, las deudas contraídas por Raspe eran demasiado grandes, y algunos de sus proyectos más ambiciosos -y con un interés en buena parte lucrativo- de esta época fueron rechazados. Sus enemigos le atacaron entonces, y acosado por todas partes, no tuvo más remedio que estar presente en el momento que le entregó al Landgrave de nuevo las llaves de su colección, y se descubrió que Raspe había vendido algunas de sus medallas para pagar a sus acreedores. Al verse en la picota, Raspe huyó, (lo cual causó una más terrible impresión sobre su culpabilidad), y fue capturado, aunque consiguió finalmente escapar para huir primeramente a Holanda, y más tarde a Inglaterra. Durante buena parte de su vida, trató de pedir perdón por sus delitos, pero sus enemigos se encargaron especialmente de magnificarlos allá en su tierra de origen, con lo cual estas disculpas resultaron inútiles.
En Gran Bretaña, las cosas no le fueron mejor: fue desposeído de su condición de miembro de la Royal Society, y a pesar de sus numerosos intentos por restablecer su reputación, y sus miles de proyectos de orden tanto literario como científico, nunca volvió a ser el mismo (pese a que consiguió ingresar en la Lunar Society). Falleció de escarlatina, tratando de encontrar carbón en Irlanda en uno más de sus innumerables proyectos científicos, en 1794.

## Las aventuras del Barón de Munchausen
En 1785, Raspe publicaría en inglés el Relato que hace el Barón de Munchausen de sus campañas y viajes maravillosos por Rusia, basado en las andanzas de un noble alemán de existencia real (Karl Friedrich Hieronymus, barón de Münchhausen), el cual, cuando retornó de su servicio a las órdenes del ejército ruso, narraba unas historias extraordinarias las cuales eran el asombro de la población de su localidad natal. Las aventuras del barón, añadidas a ciertas leyendas del folklore popular europeo, fueron recopiladas por Raspe en una edición con un cierto tono satírico (de hecho, aprovecha bastante para atacar a sus enemigos en vida), creando un personaje inmortal caracterizado por una insuperable imaginación la cual le hace contar maravillosas historias muchas de las cuales rayan en la locura, o en la mayor de las irracionalidades. De allí que el Munchausen literario pasara a la Historia no solamente como aventurero, sino, sobre todo, como un consumado embustero, y un mentiroso patológico.
Luego se publicarían más ediciones de esta obra, siendo quizás la más conocida la de Bürger, que dio a conocer al personaje creado por Raspe en Alemania (y dañó de manera irreparable la reputación del auténtico barón, que aún vivía). Estas ediciones fueron añadiendo cada vez más historias que circulaban por toda Europa, modificándose en alto grado la versión original. En cuanto a Raspe, la edición inglesa cambió de manos (incluyendo las del escritor), con lo cual este vivió nueve años sin apenas disfrutar las mieles -sobre todo económicas-, que su popularísimo personaje le podía haber reportado. No obstante, Raspe tampoco luchó demasiado por sus intereses, probablemente porque todavía esperaba retomar su fama como científico, y no quería que este éxito literario entorpeciera su meta.
- Wikimedia Commons alberga una categoría multimedia sobre Rudolf Erich Raspe.